# Sönnebüll
Sönnebüll là một đô thị thuộc huyện Nordfriesland, bang Schleswig-Holstein, Đức.